# Xã Benton, Quận Taylor, Iowa
Xã Benton (tiếng Anh: Benton Township) là một xã thuộc quận Taylor, tiểu bang Iowa, Hoa Kỳ. Năm 2010, dân số của xã này là 146 người.